# Oneirodes alius
Oneirodes alius is een straalvinnige vissensoort uit de familie van armvinnigen (Oneirodidae). De wetenschappelijke naam van de soort is voor het eerst geldig gepubliceerd in 1978 door Seigel & Pietsch.